# Герб Харькова
Герб Харькова (укр. Герб Харкова) — официальный геральдический символ города Харькова Харьковской области Украины.

## Описание
Герб города представляет собой геральдический щит французской формы (четырёхугольный, заострённый вниз). На зелёном поле щита изображены перекрещенные рог изобилия (наполненный плодами и увенчанный цветами) и кадуцей (золотой жезл с серебряными крыльями), обвитый змеями серебряного цвета. В роге находятся следующие плоды: красные яблоки, жёлтые груши, жёлтые сливы, оранжевые абрикосы и синий (геральдич. пурпурный) виноград.
Зелёный цвет в геральдике символизирует надежду, радость, благосостояние. Рог изобилия символизирует природные богатства. Кадуцей — неизменный атрибут бога Меркурия, который в эпоху античности считался покровителем торговцев, путешественников, парламентариев. Змеи, обвивающие кадуцей, символизируют мудрость.
Пропорции герба — высота к ширине 8:7; закруглённые части герба представляют собой 1/4 круга с радиусом окружности, равной 1/8 высоты герба.
Кадуцей и рог изобилия размещаются на диагоналях условного прямоугольника геральдического щита, перекрещиваясь в его центре.

## История

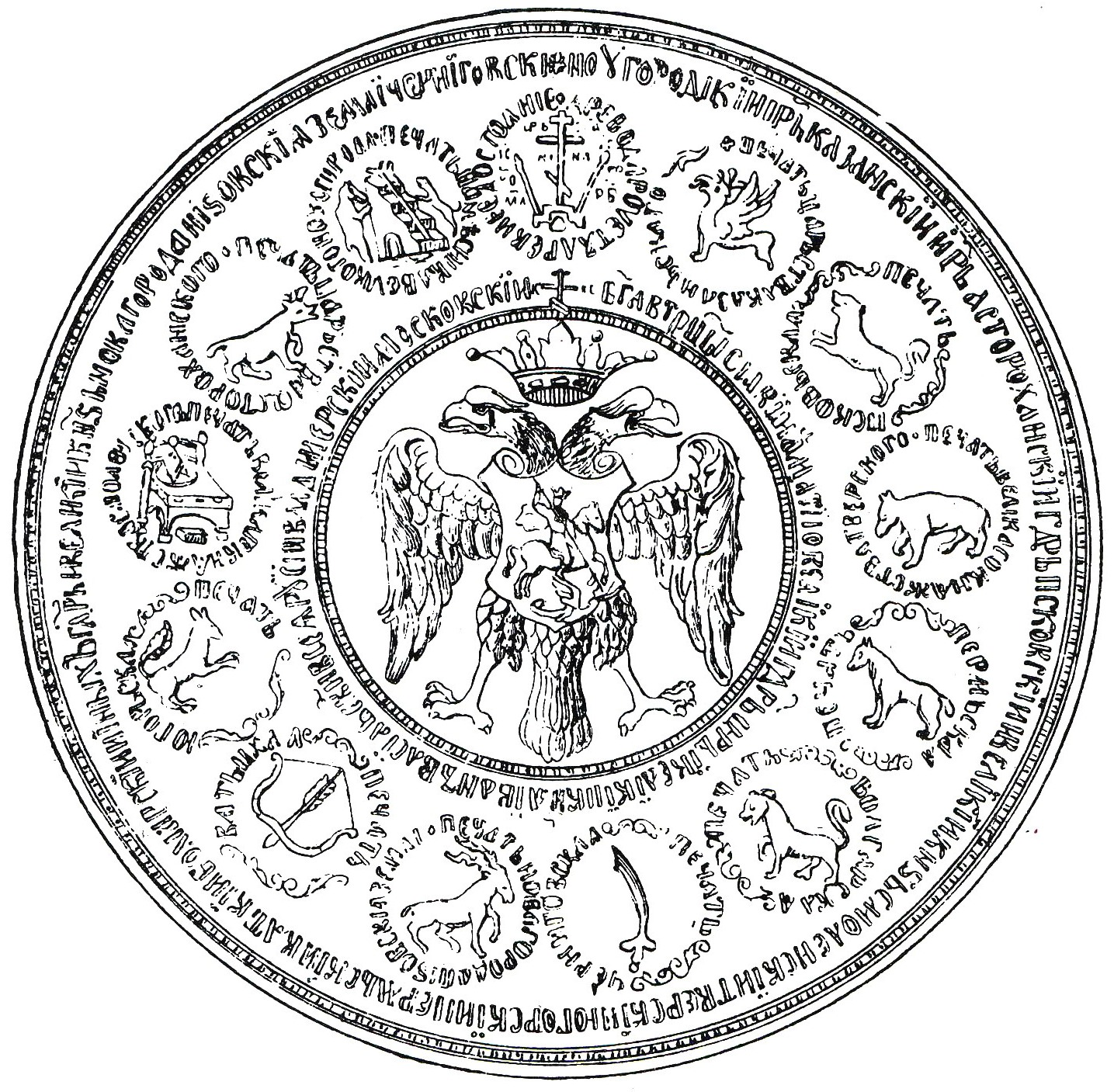
Государственная печать Ивана Грозного (1577). Вятский герб с натянутым луком слева внизу

### Первый герб(1660-е — до 1725)
Современный город был основан, по разным источникам, в 1620-х-—1630, либо в 1651,1653, 1654 или 1655 году.
Первым гербом современного Харькова (с 1660-х по начало XVIII века, до 1710-х) в начальный период его истории как полкового города-крепости (1653—176]) считается [чёрное] изображение натянутого лука со стрелой в [золотом] поле, упомянутое в «Хроногеографическом описании города Харькова» есаула Максима Горленского (1767 год): «город Харьков исстари носит в гербе натяжённый лук со стрелой».
Встречается описание герба, сделанное уже в XX веке, с другой цветовой гаммой: «на зелёном поле щита — жёлтый лук. Тетива туго натянута, стрела готова поразить врага».
Какой лук — по первоисточникам неизвестно: русский ли, татарский или европейский; как сильно натянут; в каком положении относительно горизонта находится и в какую сторону направлен; а также какой формы (английской, итальянской, польской, варяжской, древнерусской) геральдический щит герба (французский щит тогда ещё в России не использовался).
Существуют несколько версий происхождения данного герба.
По «воеводской» версии, данный герб весьма похож (все элементы полностью совпадают) на гораздо более ранний (XV века) герб Вятской земли, вычеканенный на Большой Государственной печати царя Ивана Грозного в 1577 году. Геральдический знак Вятского края — лук с наложенной на него стрелой — достоверно известен с 1497 года.
При Иване IV вятский герб был помещён на большую государеву печать. Только с 1626 года к знаку добавляется «небесная» (выходящая из облака, то есть небесных сил) рука в доспехе, держащая стрелу. Поскольку практически все воеводы Харькова (1656—1706) назначались центральным правительством не из черкас (переселенцев из Речи Посполитой), а из великороссов, данный герб мог быть занесён оттуда. Правда, данных о службе либо рождении Воина Селифонтова либо первых харьковского воевод в Вятке нет.

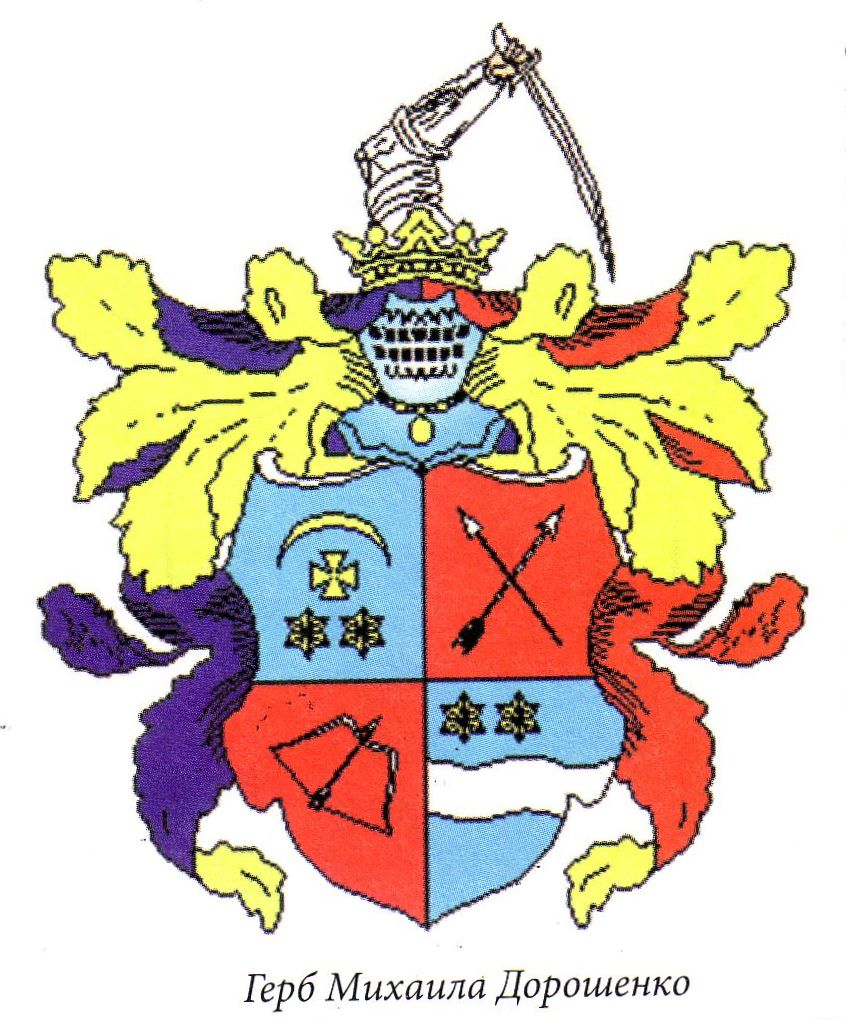
Герб гетмана Сечи Михаила Дорошенко (до 1628). Оригинал
Герб гетмана М. Дорошенко. Современная реконструкция гербового щита
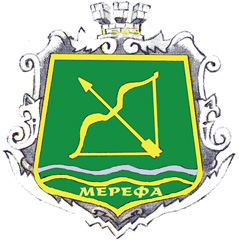
Герб Мерефы, соответствующий гербу кошевого атамана Ивана Сирко, жившего в Мерефе
Предполагаемый первый герб города XVII в. (реконструкция) - копия герба Сирко
Предполагаемый первый герб города (реконструкция)

По другой версии, лук в оригинале герба был изображён татарский (в подавляющем большинстве реконструкций он татарский), а потому может иметь крымско-татарское (XVII в.), монголо-татарское (XIII в.) либо половецкое (XI—XII в.) происхождение. В последнем случае существует легенда о том, что хан Шарукан имел на месте Харькова свою столицу Харукань, откуда якобы и пошло название города.
По «полковой» версии, изображение лука со стрелой перешло в герб города с одного из ранних (XVII века) знамён Харьковского полка — возможно, одной из нескольких харьковских сотен. Но на знамёнах чаще изображали Бога, Богородицу, ангелов, крест(ы), — то есть святых покровителей. Данная версия связана с «полковничьей», поскольку рисунки знамени полка и печати полковника могли совпадать.
По «полковничьей» версии, первый герб Харькова в то же самое время был личным гербом (либо печатью) кошевых атаманов Запорожской сечи Михаила Дорошенко (ранняя версия основания города, погиб в 1628 году, 1/4 часть (левая нижняя) герба) и (либо) Ивана Сирко (поздняя версия основания города) и (либо) полковника Григория Донца (с 1668).
Сирко, изменивший Богдану Хмельницкому: вместе с Богуном отказавшийся присягать на Переяславской Раде и покинувший её вместе со свои полком, проживавший в своей «вотчине» Мерефе, находился в неприязненных отношениях с воеводой города Харькова Воином Селифонтовым и населением Харькова, расположенного на территории Московского государства и верного (никогда не изменявшего) царю Алексею Михайловичу. Сирко же рассылал «подмётные письма», «воевал» русские города в 1668—1669 годах, подняв восстание, в том числе путём штурма неудачно пытался захватить Харьков в 1688 году (в результате потеряв свои пушки, выставленные с XIX века сначала перед Дворянским собранием, а сейчас перед Историческим музеем). Мог ли после этого город взять себе эмблемой герб Сирко — вопрос спорный.
Даже если Сирко мимолётно был в период верности царю харьковским полковником (не более двух лет; мнения историков, был ли вообще кальницкий полковник ещё и в должности (не по званию) харьковским, расходятся), то вряд ли его герб при таком коротком сроке стал бы полковым. Официально Сирко в должности харьковского полковника не был; первым полковником в Москве был утверждён Григорий Донец.
Григорий Донец стал харьковским полковником в 1668 году, сразу после измены Сирко, но имел герб Захаржевских Долива, в левой нижней 1/4 части которого был изображён «стоящий на задних ногах (вставший на дыбы) кентавр (буцентавр), обернувшись вправо назад, выпускает стрелу из натянутого лука». Однако неизвестно, имел ли данный полковник, изначально по историческим источникам носивший имя «Донец», отношение к польским Захаржевским либо просто взял себе их герб, добавив к своей фамилии «-Захаржевский».
Существует также версия «обратного заимствования» по времени — поскольку оригинала герба (печати) Сирко XVII века не сохранилось, его герб мог быть реконструирован задним числом в XIX веке по гербу Харькова из «Хроногеографического описания» М. Горленского, а в 1980-х годах из поздней реконструкции герба Сирко был создан идентичный жёлто-зелёный герб его резиденции Мерефы.
Скорее всего, герб полка (и Харькова) не копировал гербы Сирко и Дорошенко, а при тех же элементах — натянутый лук и стрела — выглядел по-другому.
Бывший с 1706 по 1710 год харьковским полковником Фёдор Владимирович Шидловский имел одну из трёх полных парадных «холодных» форм (кафтан, шапку, пояс) цветов первого харьковского герба (сочетание жёлто-лимонного и зелёного): кафтан лимонно-жёлтого сукна с зёлёными воротником и обшлагами, пуговицы «волочёного золота»; зелёно-золотая шапка и зелёный турецкий пояс.
Ни в одном историческом, современном гербу источнике оригинала рисунка старого харьковского герба, либо оттиска печати, либо описания не приведёно; имеются только два описания, сделанные через много десятков лет: М. Горленского (1767) и Е. Щербинина (1781). К 1725 году данный герб уже не использовался: ни на одном знамени Харьковского полка петровского времени из шести его нет.
Современный краевед Владимир Маслийчук считает, не приводя никаких источников, что первый герб Харькова «продержался» до губернаторства Е. Щербинина, то есть минимум до конца 1764 года.

### Непринятые гербы хорь и «харь»(1730-е)
См. также: Псевдогласный герб
С организацией Петром Первым регулярной армии для обеспечения её продовольствием царь расквартировал войска по территории страны. На каждую губернию приходилось несколько регулярных полков, которые с 1724 года носили названия городов — мест постоянной дислокации. Символы этих городов должны были (в различном обрамлении) находиться на знамёнах «своих» полков. Но весьма многие города, и Харьков тоже, не имели утверждённых гербов. Отчасти потому в 1727 году обер-церемониймейстеру графу Франсиско Санти было предложено «нарисовать провинциальные гербы». В Знаменный гербовник 1729/30 годов Харьков не вошёл, как и гербы других соседних полковых городов (Ахтырки, Чугуева, Изюма, Сум, Острогожска и других). Эти гербы необходимо было разработать.
Потому намного раньше официального высочайшего дарования Харькову герба (первый герб никогда не был официальным), в 1730-х годах герольдмейстером городу предлагался совершенно другой, псевдогласный герб — с головой хоря (харя, малоросс. тхора) (неизвестно, лесного Mustela putorius или степного Mustela eversmanni): Харьков находится на границе леса и степи. Этот герб не был принят и никогда не использовался, поскольку и тогда было очевидно, что происхождение названия города Харьков топонимически не имеет никакого отношения к хорям.

### Второй(основной) герб(1775—1878)
См. также: Косвенно-гласный герб, Гербы с вензелями и литерами

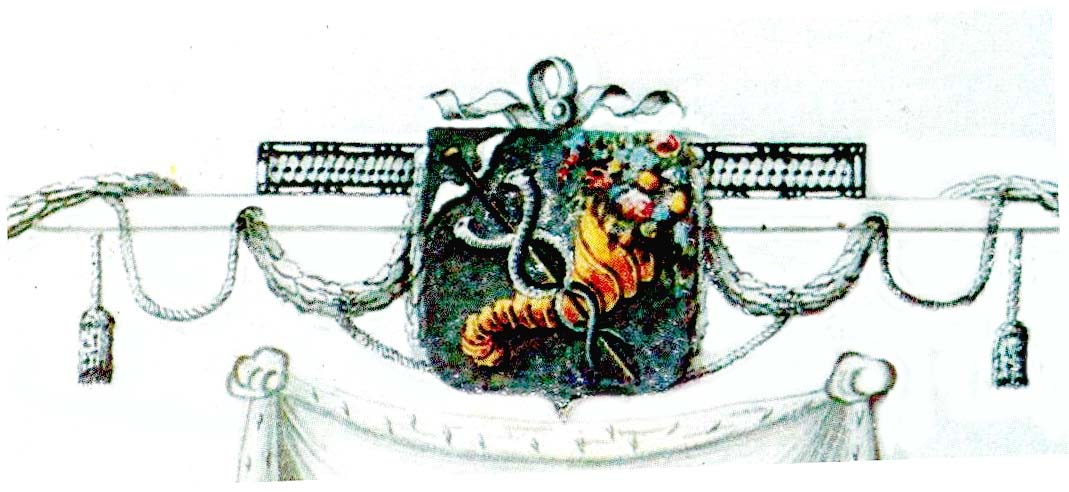
Оригинал второго герба на плане города 1787 года из описания наместничества

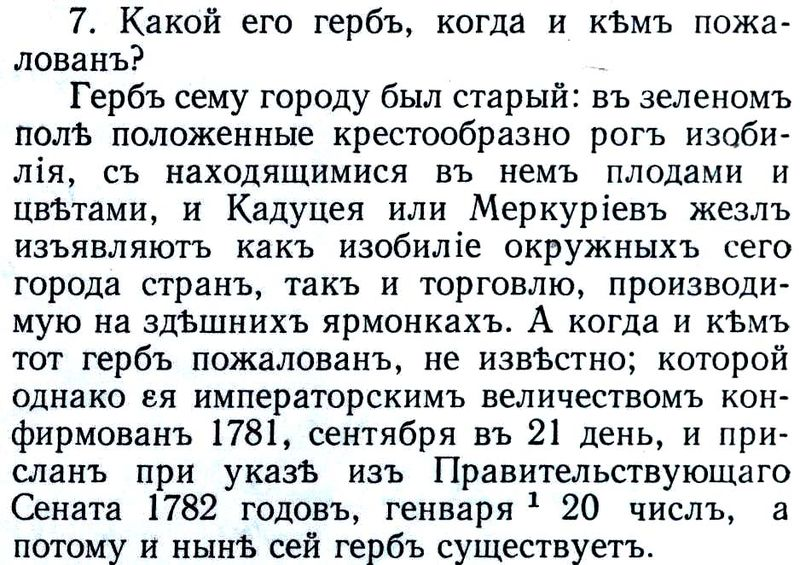
Ответ на седьмой вопрос правительственной анкеты про герб города в «Топографическом описании Харьковскому наместничеству» 1785 года

В 1775 году герольдмейстером князем Михаилом Щербатовым был опубликован в Гербовнике Щербатова герб Харьковского полка, известный как герб города до 1767 года. 21 сентября 1781 года этот герб (с «тонким» рогом изобилия) был официально представлен герольдмейстером Александром Волковым и утверждён Императрицей Всероссийской Екатериной II как герб города. Герб Харькова был утверждён в один день со всеми 15-ю гербами уездных городов, Харьковского наместничества и губернского центра Харьковского наместничества, а также соседнего Воронежского (у них в 1781 был один генерал-губернатор Евдоким Щербинин).
Тот же самый рисунок герба (в другом обрамлении щита) официально использовался как герб Харьковского наместничества (с 1796 — снова Слободско-Украинская губерния, с 1835 — Харьковская губерния). Эти гербы официально прибыли из Петербурга (из Правительствующего сената) в Харьков 20 января 1782 года.
Данный герб города т. н. «старый», то есть исторический, и был известен до утверждения — перед 1775 годом. Старым («старой») данный герб также назван в двух официальных «Описаниях Харьковского наместничества» 1780-х годов, причём сказано: «а когда и кем тот герб пожалован, неизвестно» (то есть до Императрицы). Возможно, рог изобилия перешёл на эмблему полка из родового герба Матвея Куликовского, бывшего харьковским полковником за несколько лет перед тем, в 1761—1765 годах (только рог перевернули вверх, чтобы «изобилие не высыпалось»). Впервые полковой герб опубликован в изданном 1775 году Гербовнике Щербатова с изображениями полковых гербов (в городе и Харьковской провинции постоянно территориально располагался Харьковский полк); также в гербовник вошли гербы ещё 4-х городов Слобожанщины: Ахтырки, Изюма, Сум и Острогожска, в каждом из которых был свой полк. Отличительной особенностью «старых» гербов являлось единственное поле щита — с гербом самого города (без герба наместничества/губернского центра в верхней части).
Он представляет собой четырёхугольный геральдический французский щит, обострённый книзу (подобная форма также называется французской). На зелёном фоне щита изображены перекрещённые рог изобилия и золотой кадуцей с серебряными крыльями (символ бога торговли Меркурия), обвитый змеями серебряного цвета. Два главных элемента герба, перекрещиваясь, визуально, образуют букву «Х» — заглавную букву названия города, так что герб относится к косвенно-гласным c литерами (аналогично принятым в то же самое время гербам Винницы (W), Выборга (W), Хотина (Х) и других городов Российской империи).
Зелёный цвет в геральдике символизирует надежду, радость, благосостояние, рог изобилия — природные богатства, а кадуцей является обязательным атрибутом «бога» торговли, быстроты, коммуникации, информации и обмана Меркурия, который в эпоху античности считался заступником торговцев, путешественников, парламентариев. Рог изобилия — по древнегреческой мифологии рог волшебной козы Амалфеи, молоком которой был вскормлен главный «бог» греческого пантеона Зевс. Рог Амалфеи по мифу мог давать его обладателю всё, что он пожелает, то есть был символом изобилия.
Кадуцей — это жезл «бога» Меркурия, который был покровителем торговли, путешествий и вестником. Змеи, обвивающие кадуцей, символизируют мудрость. Скрещенные по диагонали (андреевским крестом) рог изобилия и кадуцей образуют «инициал названия города».
В 1857 году, в результате геральдической реформы Бернгарда Кёне, щит городского герба должен был получить новое обрамление: золотую башенную корону о трёх зубцах, как губернский центр и город с населением не более 50 000 человек (с 1861 г. — более 50 000), и окружение из золотых колосьев, соединённых алой Александровской лентой, как город, «отличающийся земледелием и хлебною торговлею». Однако официального такой герб так и не был утверждён. Так как население города в 1861 году превысило 50 тысяч жителей, золотая башенная корона о трёх зубцах должна была быть заменена на городскую золотую корону о пяти зубцах наверху — как губернский центр и город с населением более 50 000 человек.
Официальным, неоднократно изданным в столице Санкт-Петербурге, являлся герб с «тонким» рогом изобилия (Гербовник Щербатова 1775 г., ПСЗРИ 1781 г., Гербовник Винклера 1899 г.), но на месте, в Харькове, использовался также герб с «толстым» рогом (Описания Харьковского наместничества конца XVIII века, Атлас Харьковского наместничества 1787 г., «История Харькова за 250 лет его существования» 1905 г.)

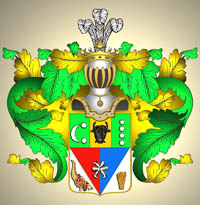
Фамильный герб полковника Харьковского полка Матвея Куликовского. Рог изобилия слева внизу. 1761—1765
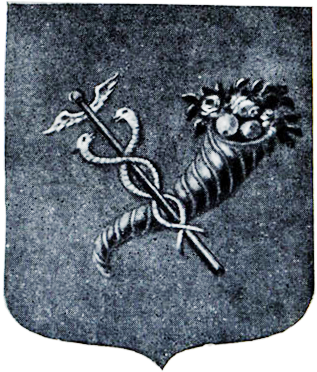
Знамённый герб Харьковского гусарского полка из гербовника М. Щербатова. 1776 год.
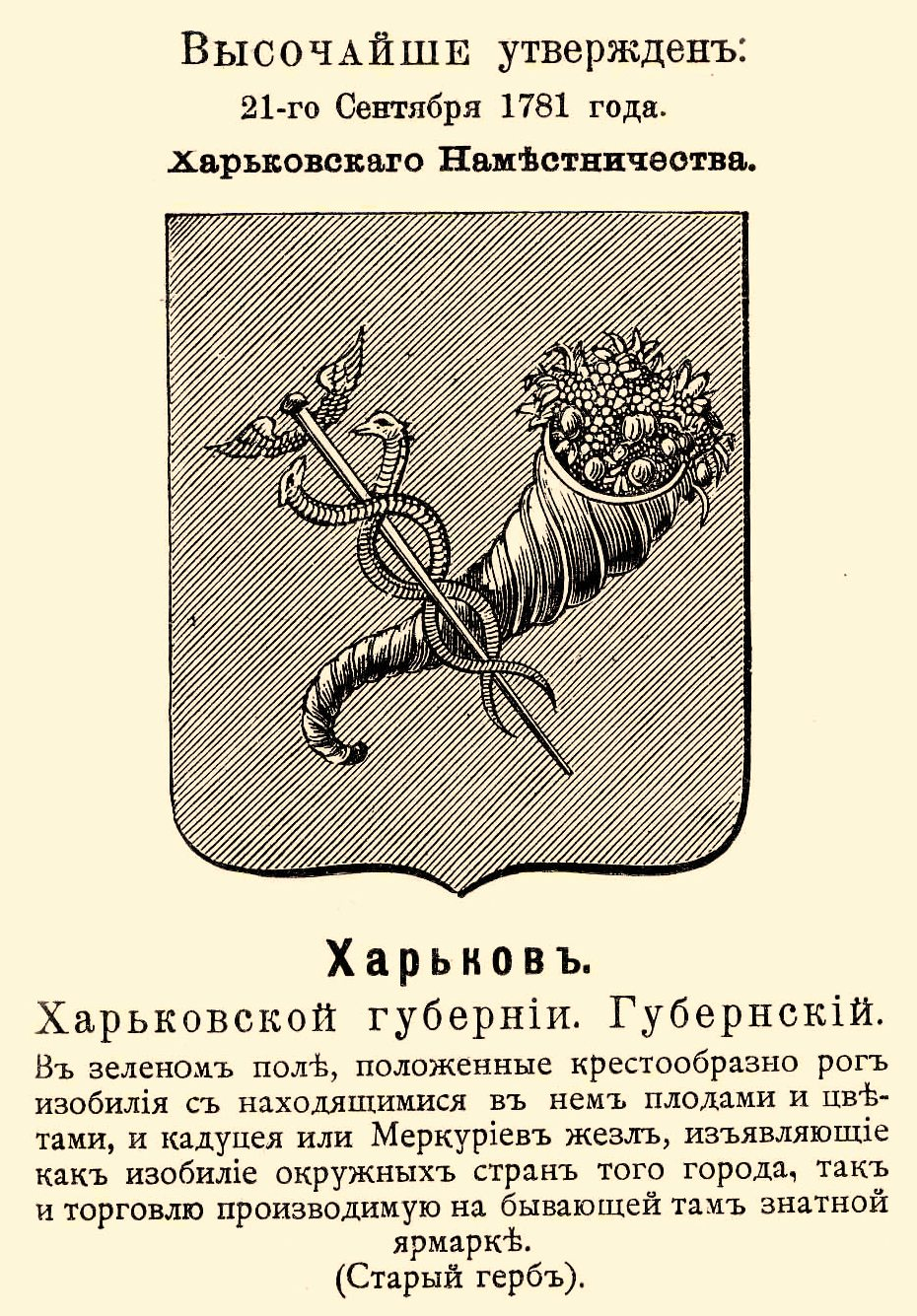
Герб города, утверждённый Екатериной II в 1781 г., с официальным описанием. Из Гербовника Винклера
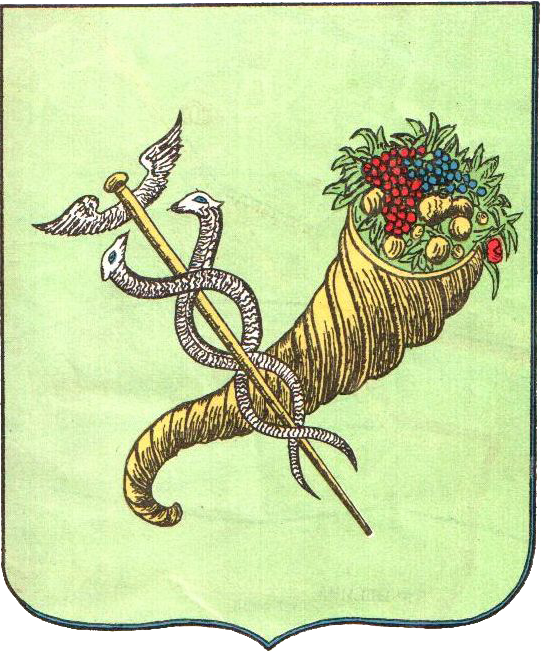
Основной герб в цвете с тонким рогом изобилия. 1781 г.
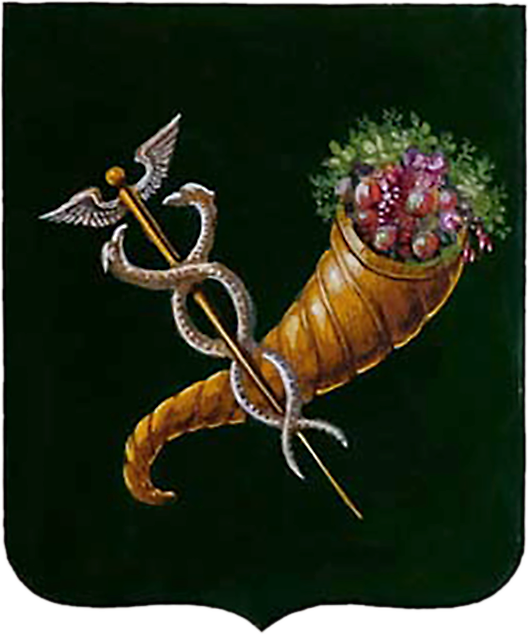
Герб Харькова и Харьковского наместничества 1781 г. Из альбома «Цветные литографии гербов городов Российской империи», 1843
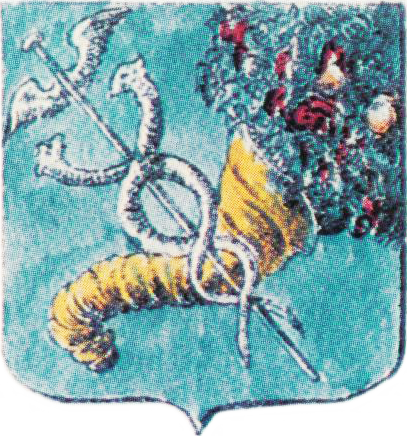
Рисунок из «Топографического описания Харьковского наместничества 1787 года»
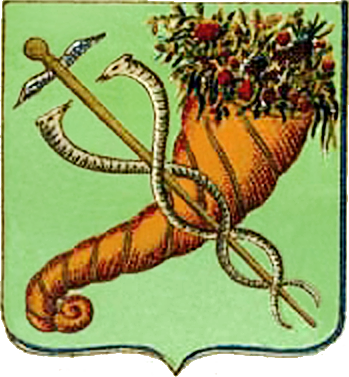
Рисунок герба из книги Л. Илляшевича 1880 г.
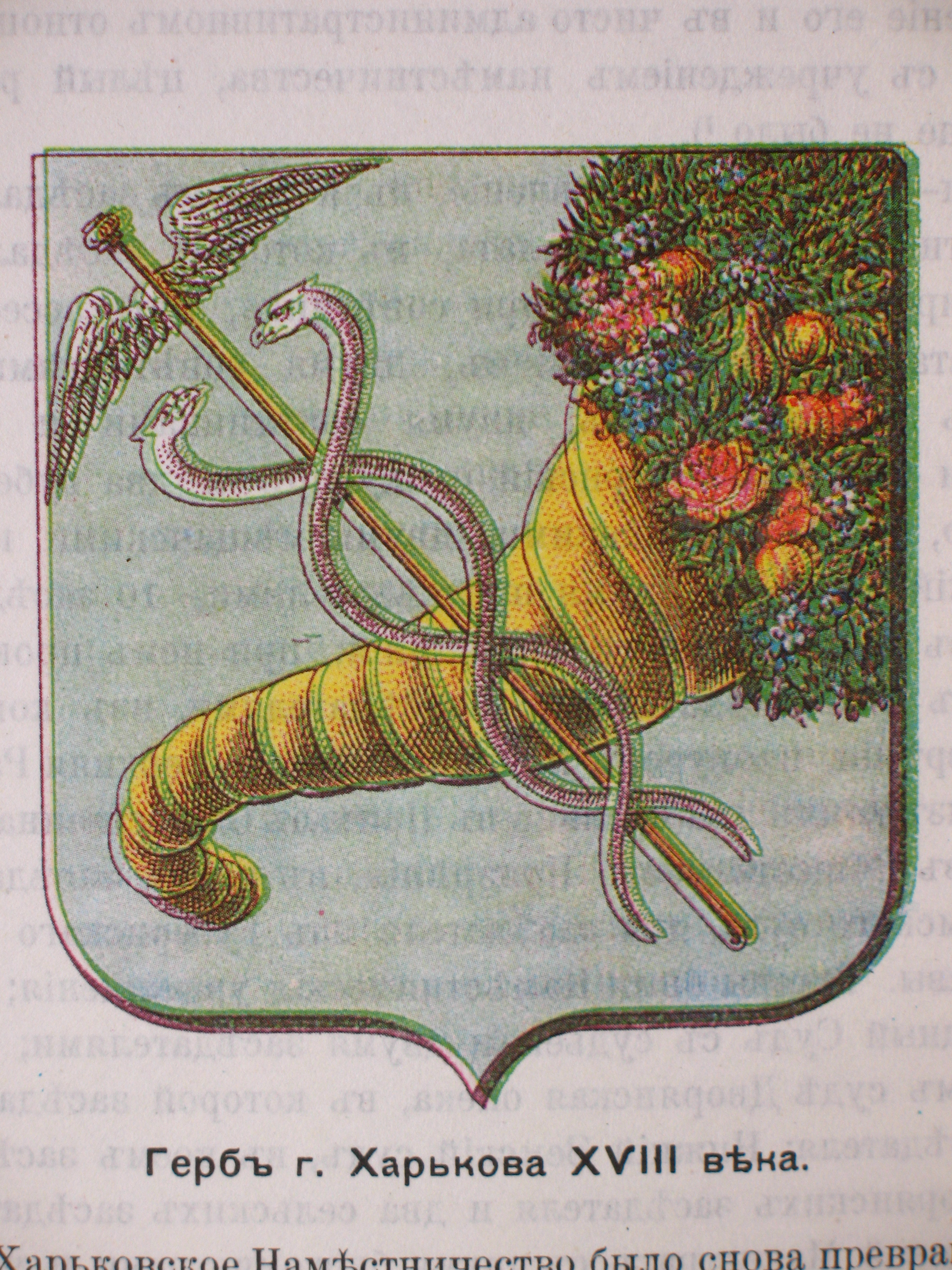
Герб XVIII века из «Истории Харькова за 250 лет его существования» 1905 г.
Основной герб в две краски. Конец XVIII века (?). Из книги 1991 г.
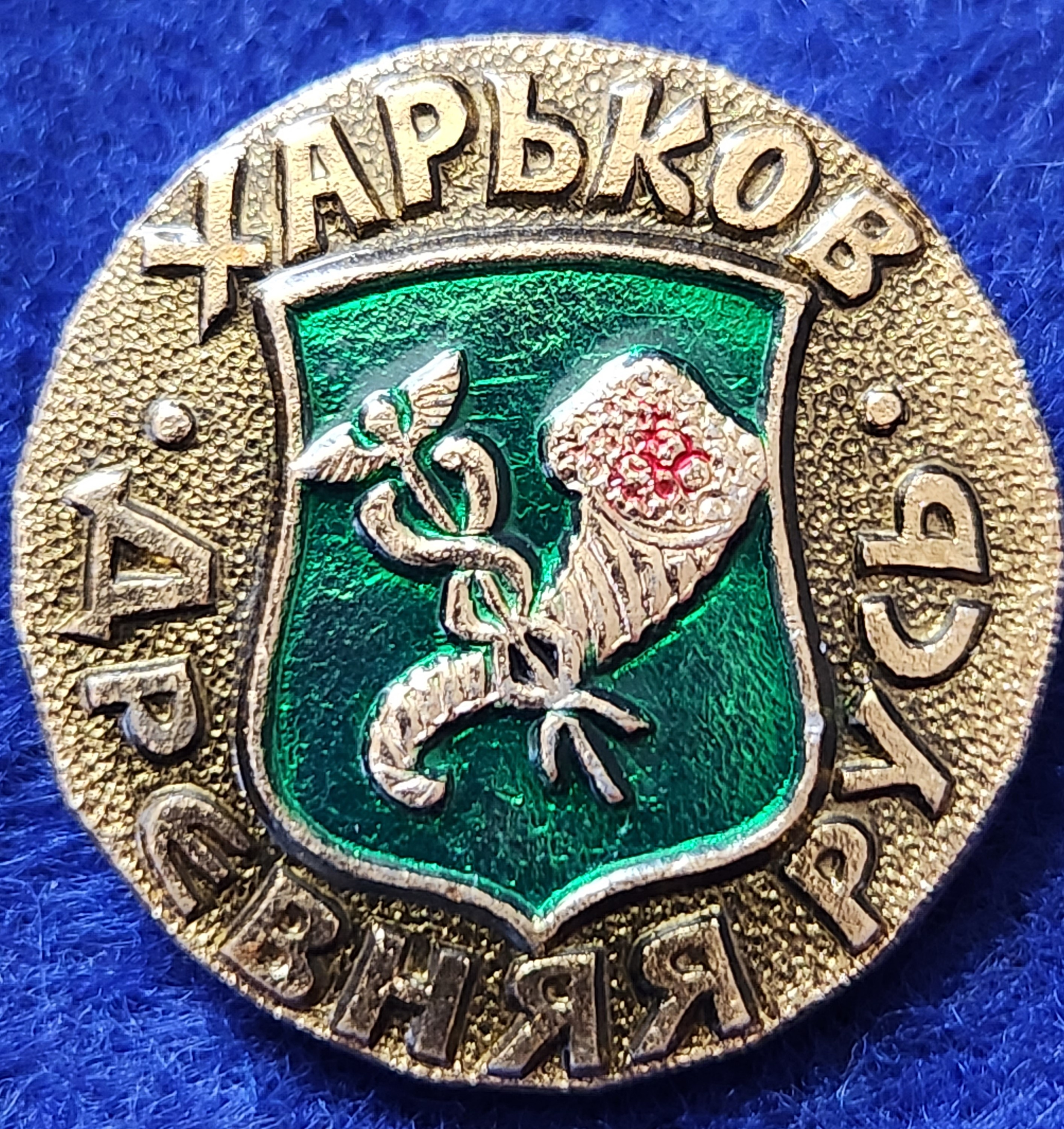
Харьков значок серии Древняя Русь с изображением герба Харькова, центра Харьковского наместничества, 1781 года согласно Гербовнику Винклера

### Третий герб (1878—1887)

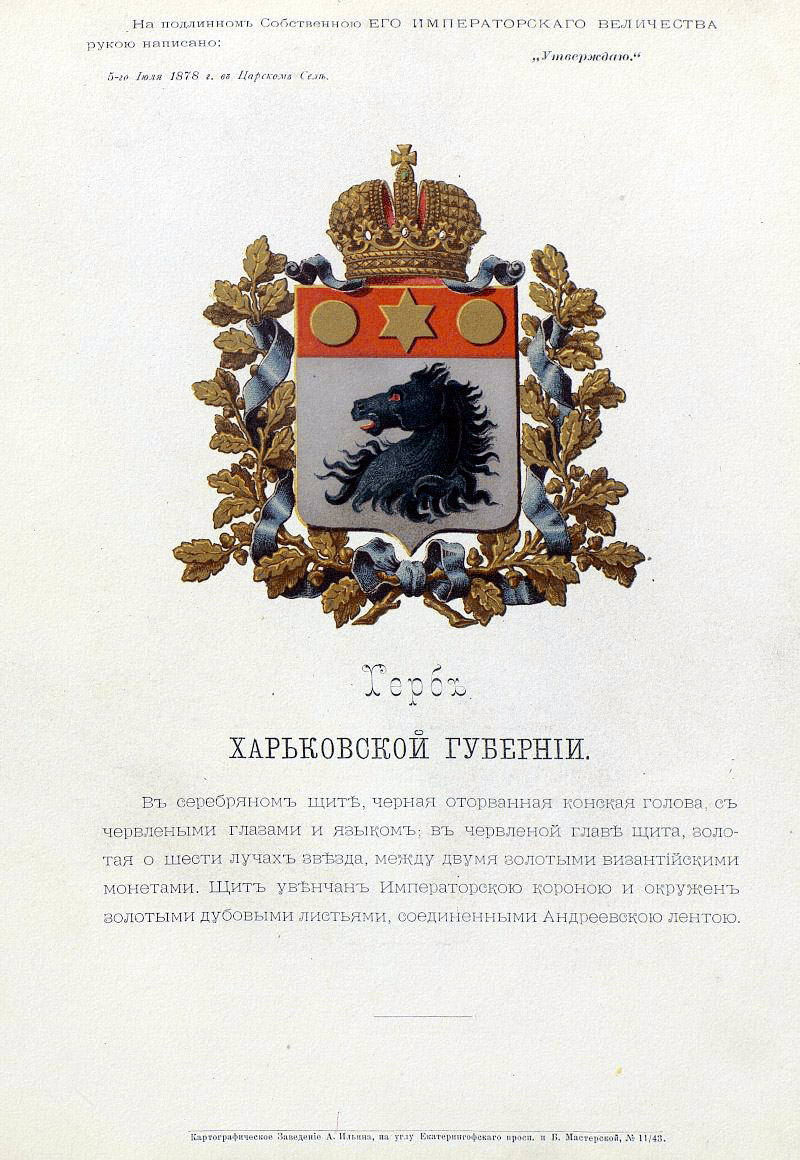
Официальное описание герба губернии, утверждённое Александром II (1878).

Указом Александра II в 1878 году герб губернии, как не соответствующий геральдическим нормам (критику вызвало, в частности, изображение кадуцея), был заменён новым вариантом, составленным главой герольдии бароном Бернгардом Кёне.
 Он изображал на серебряном щите «чёрную оторванную конскую голову с червлёными глазами и языком», означающую конские заводы губернии; в червлёной главе щита — золотая о шести лучах звезда (Давида), символизирующая университет между двумя золотыми византийскими монетами, означающими торговлю и богатство. Щит был окружён золотыми дубовыми листьями, соединёнными Андреевской лентой, и увенчан императорской короной. Таковым новый герб губернии был Высочайше утверждён. День утверждения герба — 5 июля 1878 года — уникален в русской геральдике: царь в Царском селе одновременно утвердил 46 гербов территорий Российской империи (35 губернских и 11 областных), то есть более половины гербов всех существовавших на тот момент губерний (83). Именно в этот день был принят знаменитый красноглазый зверь «бабр» как символ Иркутской губернии.
В верхней части гербов тех уездных городов, которые в момент принятия принадлежали к Харьковским наместничеству либо губернии, однако, по-прежнему помещалось изображение рога изобилия и кадуцея, то есть они не поменялись.
Интересно, что именно этот герб, существовавший всего 9 лет из 160-летней истории наместничества / губернии (1765—1925; 140 лет был другой герб), почему-то чаще используется в современной литературе и СМИ как геральдический символ в статьях про губернию.

### Четвёртый (основной) герб(1887—1919, 1941—1943)

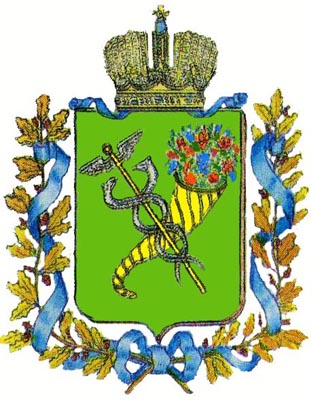
Герб губернии 1887 года

Новый герб, который официально(!) назывался «оторванная конская голова», вызвал протесты известных горожан.

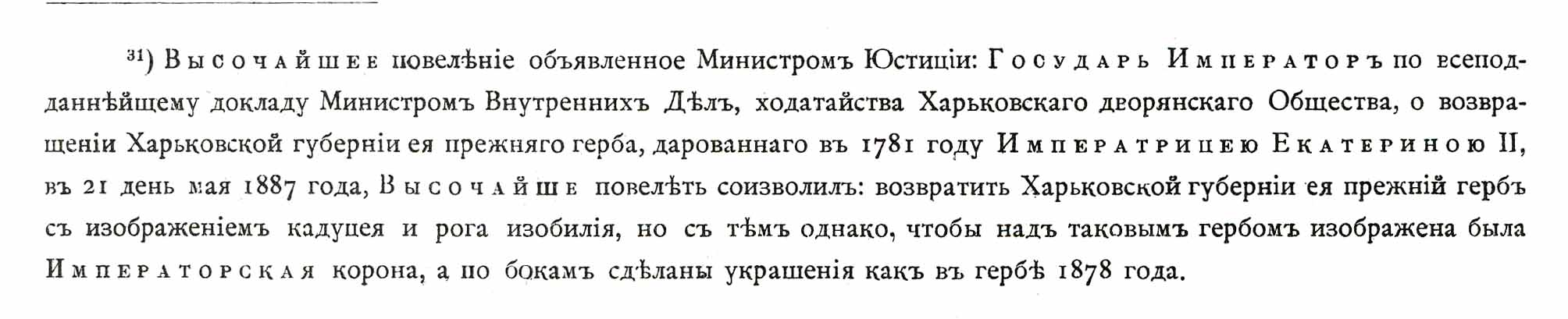
Обоснование Высочайшего возвращения герба от 21 мая 1887 года. Гербовник Винклера

21 мая 1887 года по ходатайству Харьковского дворянского общества Александром Третьим городу и губернии был возвращён «екатерининский» герб, сохранивший, однако, обрамление нового герба — императорскую (а не обычную городскую) корону и дубовые листья с Андреевской лентой. Данный герб просуществовал до провозглашения Советской власти и использовался в архитектуре (в витражах, лепке, мозаике на фасадах зданий), — например, Алексеем Бекетовым.

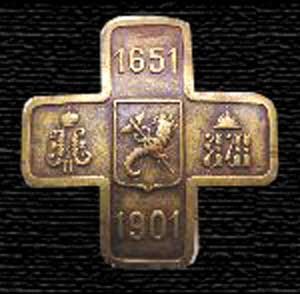
Основной герб на знаке к 250-летию Харьковского уланского полка, основанного в 1651 году
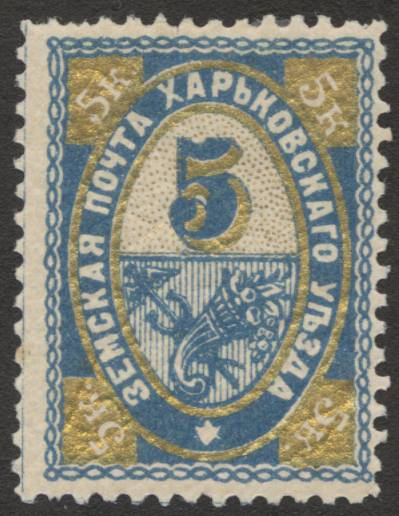
Герб губернии на земской марке. Харьковский уезд, 1896-98 гг.
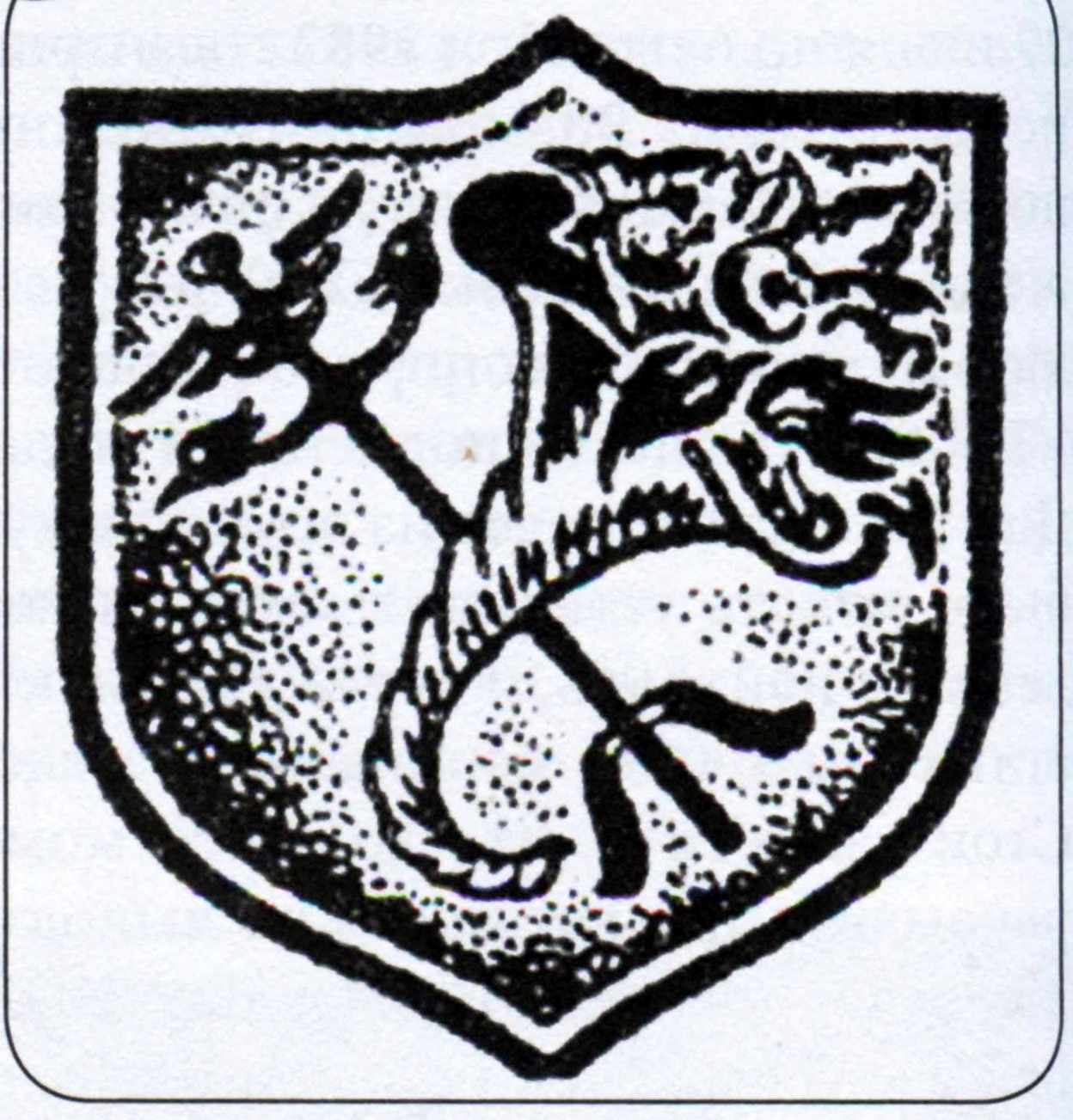
Основной герб времён фашистской оккупации, 1941-43

### Пятый (советский) герб(1968—1995)
26 декабря 1968 года 8-й сессией Харьковского городского Совета депутатов трудящихся XI созыва был утверждён «советский» герб города, составленный заслуженным художником УССР профессором Е. П. Егоровым. На белом поле (символ мира и света) был изображён золотой колос, символ достатка и урожайности полей Слобожанщины, на фоне золотых орбит электронов, символизирующих науку города, в котором впервые в СССР было расщеплено атомное ядро. В верхней части щита был помещён красно-голубой флаг УССР, поверх которого расположены изображение зубчатого колеса — символ промышленности и индустрии — и название города. Отмечают определённую перекличку и в некотором смысле даже преемственность этого гербоида с третьим харьковским гербом по композиционно-семиотическому и цветовому решению..

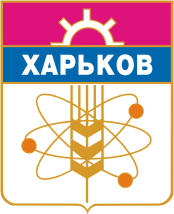
Советский (пятый) герб 1970—1995 годов
Советский герб на Новом мосту, открытом в 1985 году. Сталь
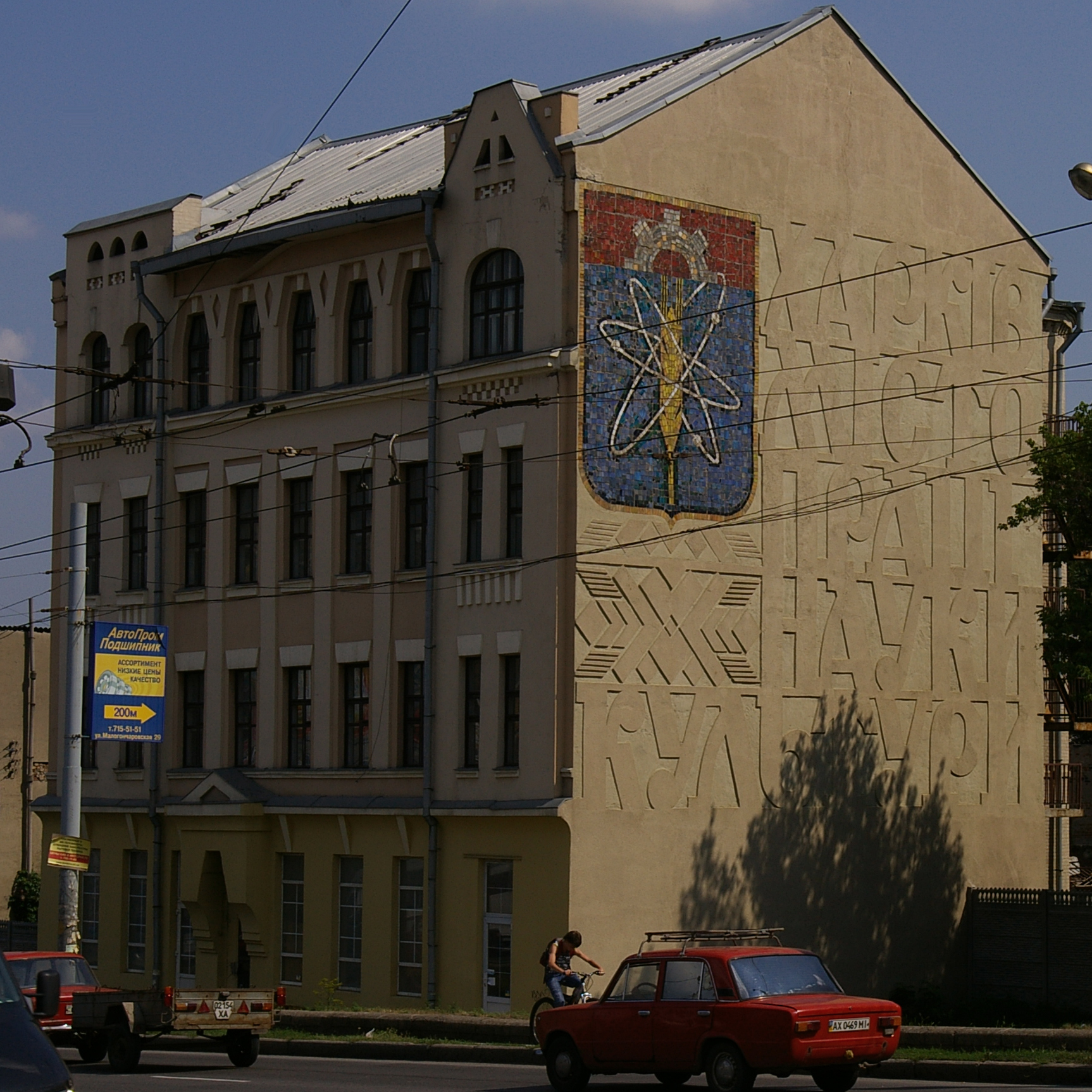
Советский герб на брандмауэре. Полтавский шлях, 67. Мозаика
Версия герба с мозаики на брандмауэре, соответствующая раннему эскизу[29][30].

Данный герб широко использовался в 1970-х — начале 1990-х годов в наглядной агитации, в книгоиздании краеведческой литературы, как декоративный элемент цветочных клумб (в частности, на Университетской горке), на детских площадках (в частности, в парке «Юность»), в архитектуре (мозаика на улицах Свердлова и Плехановской), на значках, жетонах харьковского метрополитена, карманных календарях, открытках, и т. п.
Примечательно, что из советского герба города в современный герб области 1999 года перешла эмблема атома с орбитами электронов, пшеничный колос (во множественном числе) и шестерня, а из исторического герба — рог изобилия и кадуцей.

### Шестой (основной) герб(с 1995)
14 сентября 1995 года 9-й сессией Харьковского городского Совета народных депутатов XXII созыва в третий раз за последние два столетия был принят герб (автор Светлана Ивановна Дуденко) с изображением кадуцея и рога изобилия — как наиболее традиционный в истории города. В роге изобилия, согласно приложению к положению о гербе Харькова, находятся жёлтые груши, пурпурный виноград, красные яблоки и зелёные листья.
29 ноября 2000 года данный герб утверждён в Уставе территориальной общины (укр. громади) города Харькова (так называется сам город с его населением в Законе о местном самоуправлении), принятом 18-й сессией горсовета ХХІІI созыва: «Герб территориальной общины представляет собою геральдический щит французской формы (четырёхугольный, заострённый вниз). На зеленом поле щита изображены перекрещенные рог изобилия (наполненный плодами и расцвеченный цветами) и кадуцей (золотой жезл с серебряными крыльями), обвитый змеями». По сравнению с гербом города 1995 года был чуть осветлён фон гербового щита и в рог изобилия добавлены четіре оранжевых абрикоса.
Официально в 1995 и 2000 годах, как и в 1775, 1781, 1887 годах, был принят вариант с «тонким» рогом изобилия, а основным в городской символике в 2000-х годах является вариант с «толстым» рогом. «Толстый» рог официально использовался ещё в 1787 году на гербе города на карте из Описания Харьковского наместничества, в атласе.

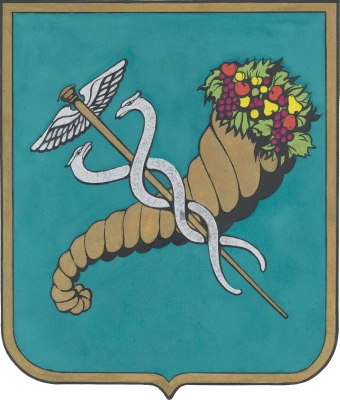
Официальный герб города 1995 года. Автор Дуденко С.И. (с «тонким» рогом) [35]. Фотоскан с решения сессии горсовета
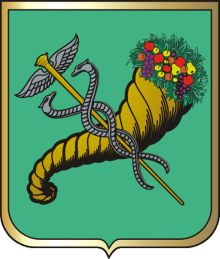
Официальный герб территориальной общины 1995 года. Автор Дуденко С.И.[2] Версия для использования в документах и медиа
Вариант герба с «толстым» рогом
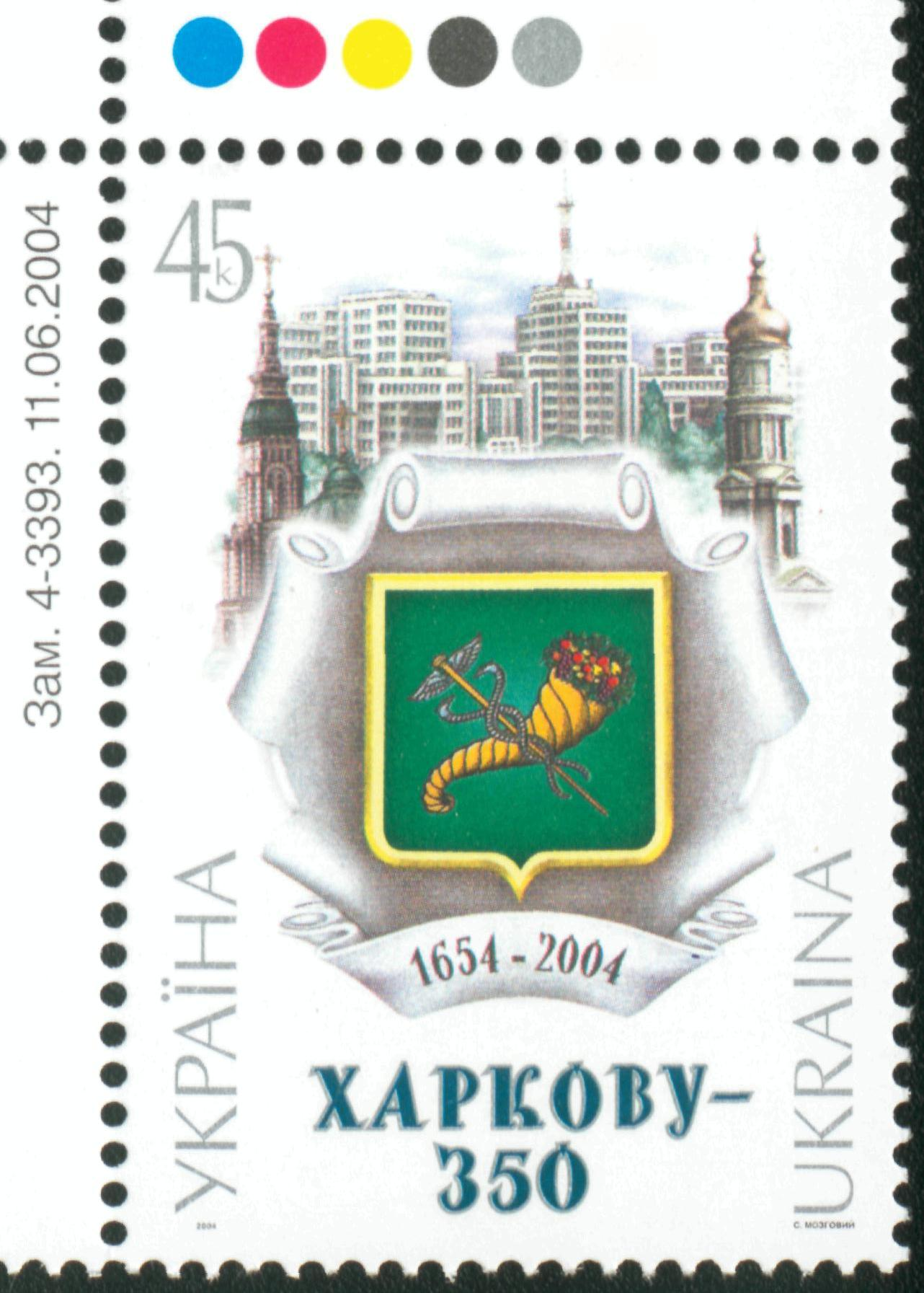
Шестой герб как основной элемент марки к 350-летию города, 2004. Автор Дуденко С.И.
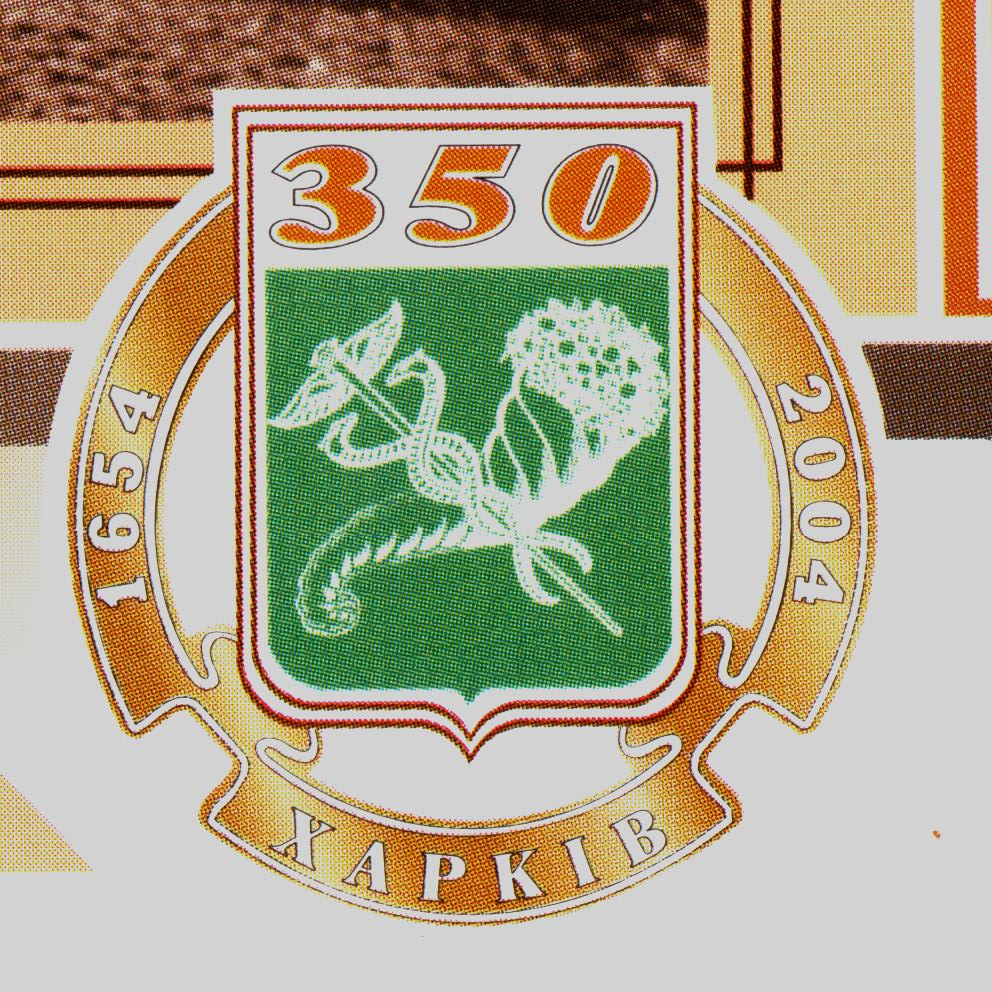
Официальная эмблема 350-летия города. Автор Дуденко С.И., 2004

## Исторические факты

Современный герб города с «тонким» рогом изобилия, утверждённый сессией харьковского горсовета 1995 г. Подпись Евгения Кушнарёва

- Современный герб Харькова — шестой по счёту; он тождествен второму и чётвёртому, то есть постоянно возвращается городу.
- Утверждённый 11 мая 1999 года 6-й сессией XXIII созыва Харьковского областного совета герб Харьковской области (автор С. Шапошников) представляет собой герб Харькова в обрамлении, напоминающем принятое в 1878 году, но включающем элементы советского герба — колосья, шестерню и схематическое изображение атома, — дополненные изображением раскрытой книги как символа науки и образования (эту композицию, в отличие от советского герба, оценивают как откровенно антигеральдическую)[29]. Количество перевязанных лазоревой лентой золотых дубовых листьев в обрамляющем герб дубовом венке соответствует числу районов и городов областного подчинения Харьковской области в момент его принятия. Сам же венок с лентой взят с исторического губернского герба, где лента знаменовала главный имперский Орден Святого апостола Андрея Первозванного — в современном же гербе является механическим заимствованием[29], в лучшем случае ассоциируясь вместе с золотыми листьями с цветами Государственного флага Украины.
- Герб города помещён в центре флага Харькова и является его основным элементом, а созданный на основе герба города герб Харьковской области — на её флаге (где зелёный цвет щита заменён на малиновый).
- Герб города изображён на городских наградах: на знаке и грамоте Почётного гражданина Харькова[36][37], знаке отличия городского головы «За старательность»[38], знаке отличия городского головы «350 лет основания Харькова»[39], должностном знаке харьковского городского головы[40].
- Щитом с предполагаемым «полковым» гербом города в 1970-х годах были украшены крепости в детских городках на проспекте Гагарина и в парке «Юность» на улице Свердлова.
- Все четыре исторических герба Харькова размещены в медальонах на стене подземного тоннеля у станции Харьковского метрополитена «Исторический музей» (открыта в 1984 году).
- В 1990-х годах жетоны для оплаты проезда в Харьковском метрополитене имели на реверсе изображения всех четырёх исторических харьковских гербов. Два изображения — городские гербы 1781 и 1878 годов — использовались более 20 лет, с 1992 по 2012 год. Также около 1990 года была выпущена соответствующая серия значков, причём «полковой» герб, согласно одному из сохранившихся описаний, повторял цвета «екатерининского» 1781 года — золотые лук и стрела на зелёном щите французской формы.
- Кадуцей как символ города служит основным призом ежегодного Харьковского фестиваля фантастики Звёздный мост.
- Рог изобилия, кроме герба Харькова, используется в исторических гербах следующих городов Империи: Ахалциха, Верхнеудинска, Короткояка Воронежской губернии, Кунгура, Новой Ладоги, Пятигор Киевской губернии, Россиен.[19]

Кадуцей используется в исторических гербах: Балты, Верхнеудинска, Енисейска, Ирбита, Нежина, Таганрога, Тельшева, Тифлиса, Славянска и Феодосии.
- Герб более «молодого» сибирского города Верхне-Удинска чрезвычайно похож на харьковский и имеет те же элементы, что и основной харьковский, только рог изобилия загнут на нём в другую сторону (вниз, в виде подобия буквы «У»; в харьковском же вверх — в виде буквы «Х»).[19][23]
- Герб Главного контрольно-ревизионного управления (ГКРУ) Министерства финансов Украины, созданный после объявления независимости в 1990-х годах, повторяет харьковский расположением элементов, углом их пересечения, цветом и рисунком, только вместо кадуцея в нём старинный ключ от замка.[41]

### Основной герб в культуре и архитектуре

Основной герб в искусстве
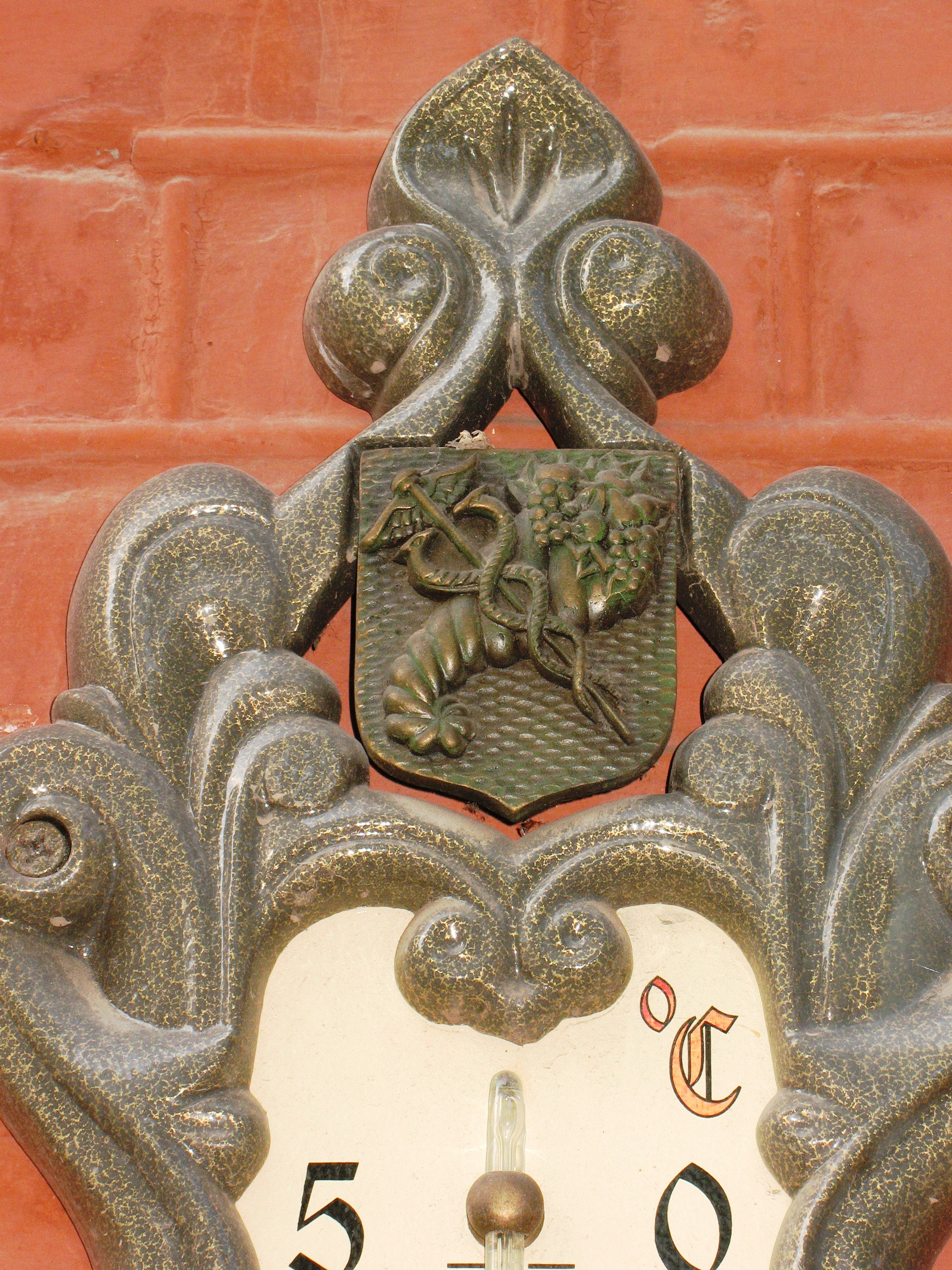
Ректорский корпус ХПИ
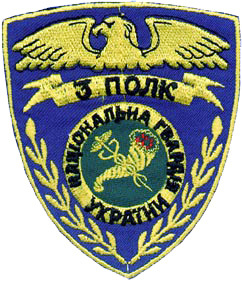
Шеврон 3-го полка НГУ (1995)

### Основной герб в городском пейзаже

Основной герб в городском пейзаже
Герб на поезде Харьков-Москва, 2002
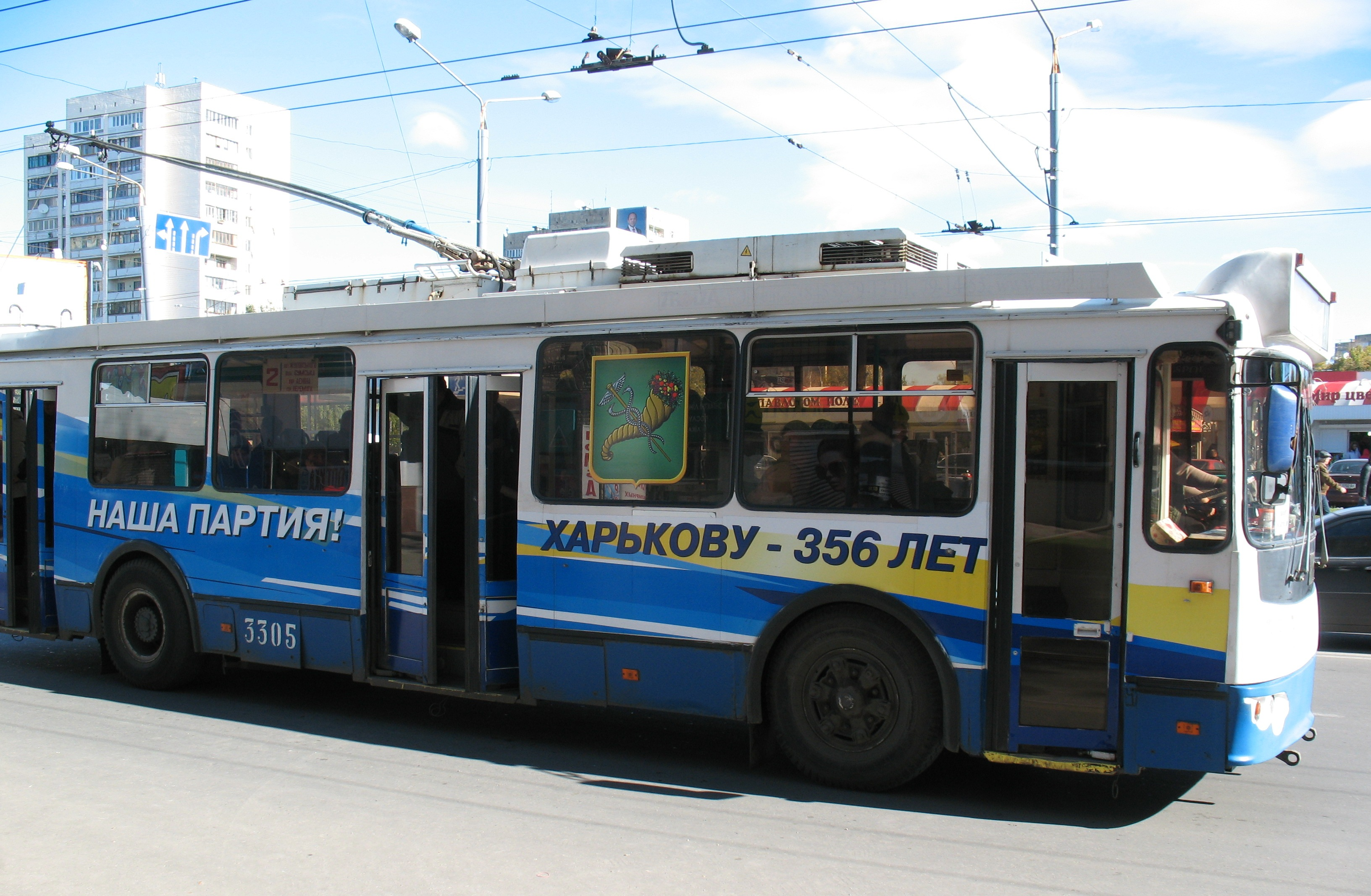
Герб на троллейбусе Тролза, 2010
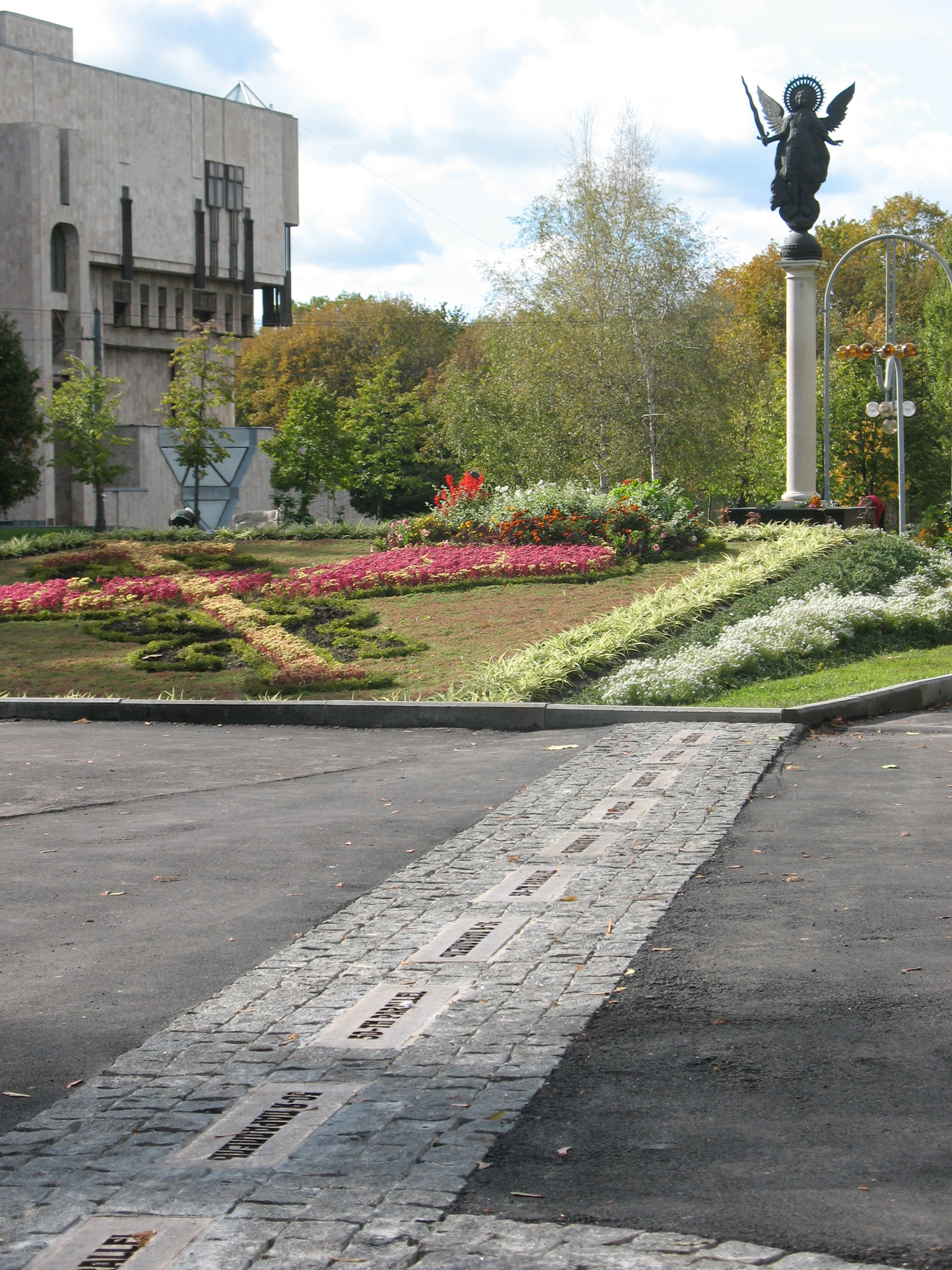
Цветочный герб (слева) в саду Шевченко, 2010
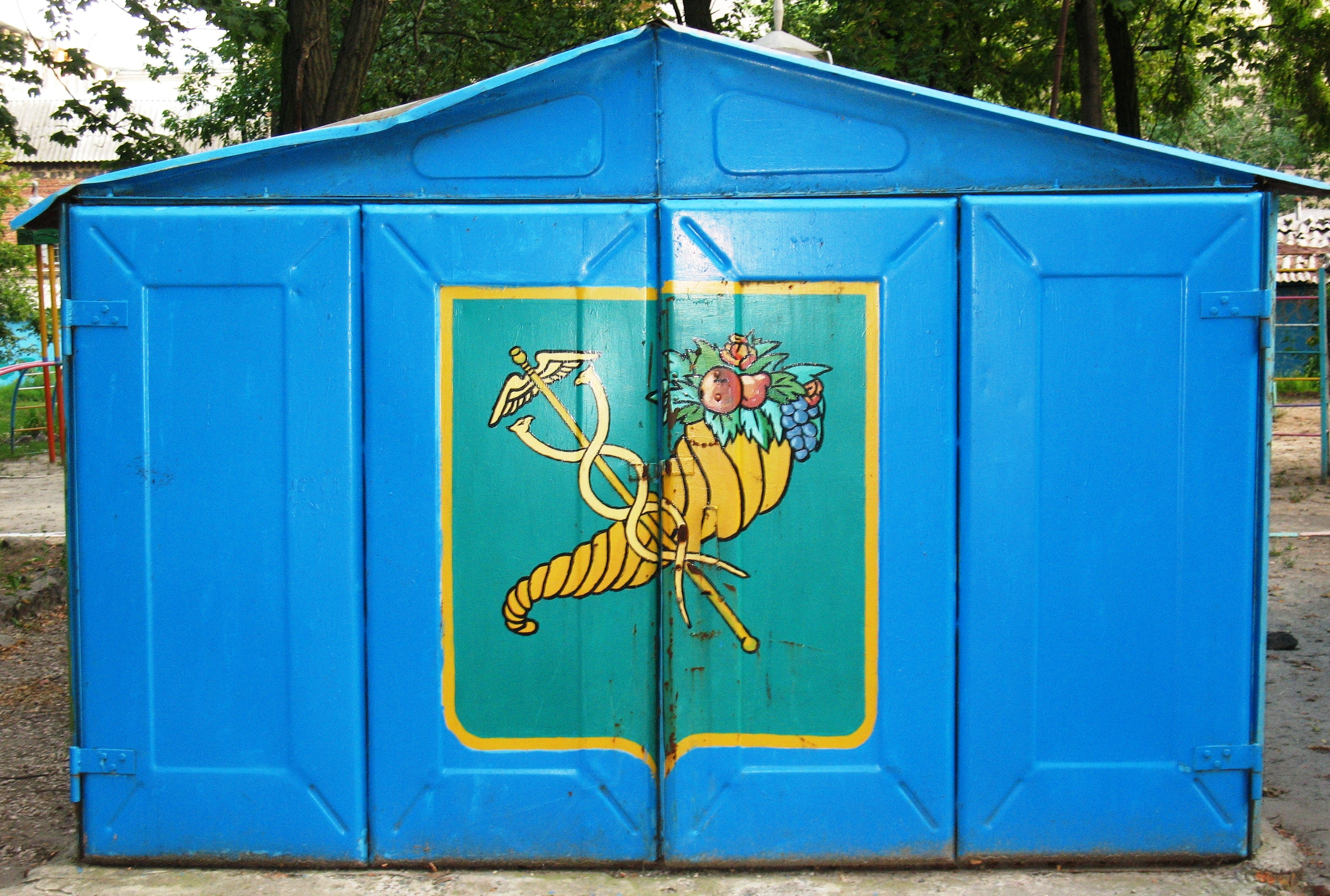
Городской патриотизм: герб на гараже, 2010